# Hrabstwo Franklin (Georgia)

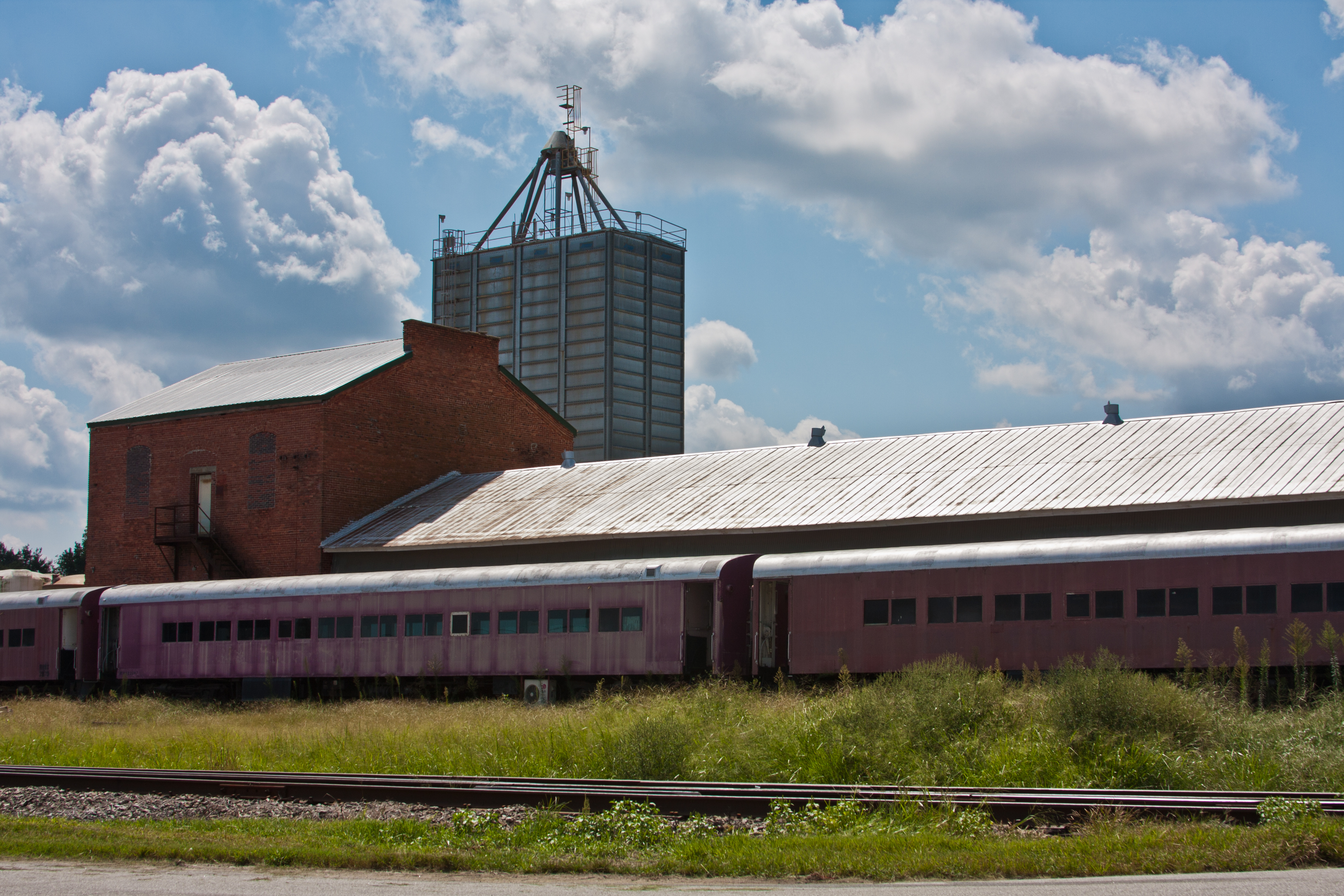
Stara przędzalnia bawełny w Lavonii

Hrabstwo Franklin – to hrabstwo położone w północno - wschodniej części stanu Georgia w USA. Zostało nazwane na cześć Benjamina Franklina. Jego siedzibą administracyjną jest Carnesville.
Hrabstwo należy do nielicznych hrabstw w Stanach Zjednoczonych należących do tzw. dry county, czyli hrabstw gdzie decyzją lokalnych władz obowiązuje całkowita prohibicja.

## Geografia
Według spisu z 2000 roku obszar całkowity hrabstwa obejmuje powierzchnię 266,37 mil2 (690 km²), z czego 263,29 mil2 (682 km²) stanowią lądy, a 3,07 mil2 (8 km²) stanowią wody.

### Sąsiednie hrabstwa
- Hrabstwo Oconee, Karolina Południowa (północny wschód)
- Hrabstwo Stephens (północ)
- Hrabstwo Elbert (południe)
- Hrabstwo Hart (wschód)
- Hrabstwo Banks (zachód)

### Miejscowości
- Canon
- Carnesville
- Franklin Springs
- Gumlog (CDP)
- Lavonia
- Royston

### Główne drogi
- Autostrada międzystanowa nr 85
- Droga krajowa Stanów Zjednoczonych nr 29

## Demografia
Według spisu w 2020 roku liczy 23,4 tys. mieszkańców, co oznacza wzrost o 6,1% od poprzedniego spisu z roku 2010. 81,9% populacji stanowią osoby białe nielatynoskie, 9,5% to Afroamerykanie lub czarnoskórzy, 5,6% to Latynosi i 1,6% deklaruje pochodzenie azjatyckie.

## Religia
W 2020 roku większość mieszkańców to ewangelikalni protestanci, z największą denominacją Południową Konwencją Baptystyczną (9,2 tys. członków). Ponad 5% populacji posiadali także metodyści i zielonoświątkowcy. Inne religie były marginalne.

## Polityka
Hrabstwo jest bardzo silnie republikańskie, gdzie w wyborach prezydenckich w 2020 roku, 84,2% głosów otrzymał Donald Trump i 14,8% przypadło dla Joe Bidena.